# نگلی (اوهایو)
نگلی (به انگلیسی: Negley) یک منطقهٔ مسکونی در ایالات متحده آمریکا است که در شهرستان کلمبیانا، اوهایو واقع شده‌است. نگلی ۲٫۳ کیلومتر مربع مساحت و ۲۸۱ نفر جمعیت دارد و ۳۴۰ متر بالاتر از سطح دریا واقع شده‌است.